# 1716 Петер
1716 Петер (1716 Peter) — астероїд головного поясу, відкритий 4 квітня 1934 року.
Тіссеранів параметр щодо Юпітера — 3,339.